# توماسویل (آلاباما)
توماسویل (به انگلیسی: Thomasville) شهرکی در شهرستان کلارک ایالت آلاباما است که مساحت آن ۲۲٫۶ کیلومترمربع است و در سرشماری سال ۲۰۱۰ میلادی، ۴٬۲۰۹ نفر جمعیت داشته و تراکم جمعیتی آن، ۱۸۶٫۲۴ نفر در کیلومترمربع بوده است.